# 普通法系罪行
普通法系罪行（common law offences、英美法系罪行）植基於英格蘭刑法與其它英联邦國家有關刑法的罪行。英美法系罪行是植基於英美法系之下的罪行，罪行完全由法庭所判定，因此在立法上沒有如成文法般的具體依據。

## 澳洲
在澳大利亞，《1995年刑法典》(Criminal Code Act 1995 (Commonwealth)) 廢除了聯邦層級的所有普通法罪行。澳大利亚首都领地、北領地、昆士蘭州、塔斯馬尼亞州，以及西澳大利亚州也已經廢除普通法罪行，但仍然適用於新南威爾士州、南澳大利亞州，及維多利亞州等地。

## 加拿大
在加拿大，於1953年頒布的《刑事法典》中的刑法合併涉及廢除所有的普通法罪行，除了藐視法庭罪（由刑法典第9條保存）及藐視國會罪（由1867年憲法法令第18條保存）之外。

## 英格蘭和威爾士
在英格蘭及威爾士，普通法罪行可處以無限制的罰款與無限制的監禁。

### 英格蘭普通法之罪行列表
- 謀殺
- 誤殺
- 强奸

### 重罪行及輕罪行
- 偽證罪
- 濫權
- 賄賂
- 逃兵
- 妨礙司法公正
- 非法拘禁

## 新西蘭
根據1961年刑法，除了藐視法庭以及軍事法庭審判的罪行以外，新西蘭普通法罪行被廢除掉。

## 美國
在美國訴哈德森案（美國訴哈德森與古德溫案），判例引註(11 U.S. 32 (1812))中，美国最高法院認為普通法罪行可以在聯邦法院執行的概念為違憲。不過，有人卻認為這與追溯法令之禁止不一致。.
在州層級中，情況會有所不同。 在一些州，如新泽西州，已經廢除了普通法罪行（參見新澤西州訴帕倫德拉諾案），而其它的州則選擇繼續承認普通法罪行。
《統一軍事司法法典》包含普通法罪行元素在內。